# 美利坚合众国宪法签署人列表

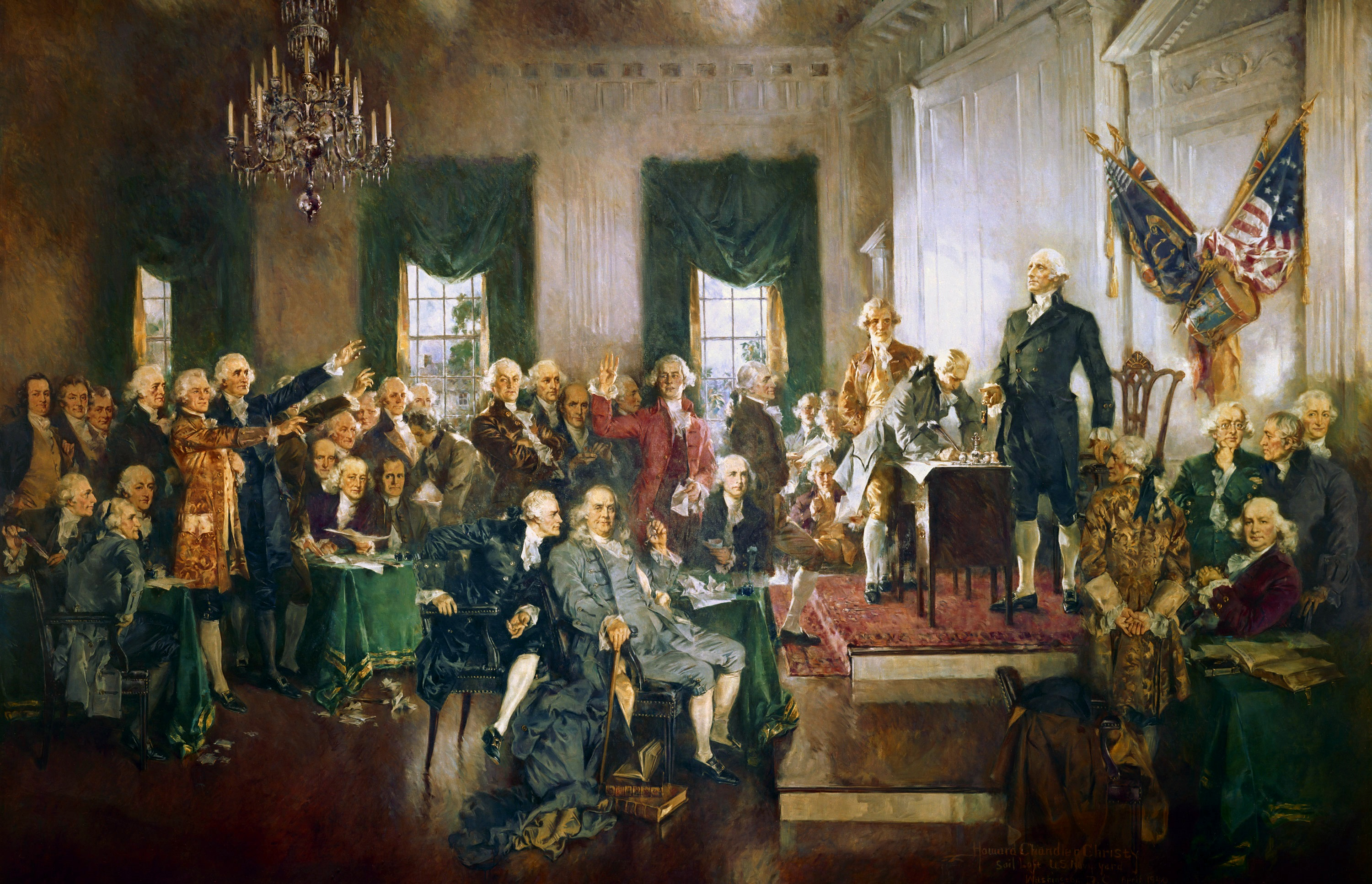
霍华德·钱德勒·克里斯创作的油畫《签署美利坚合众国宪法的情景》。

《美利坚合众国宪法》是在1787年5月25日至9月17日期间在费城原宾夕法尼亚州议会（即今天的独立厅）召开的美利坚合众国制宪会议上制订的。一共有来自12个州的55位代表参加了会议，不过由于部分代表提前退出了会议，还有些因为对结果不满意而拒绝签字，因此最终一共有39位与会代表和大会书记威廉·杰克逊在宪法文本上签名。

## 与会代表和签署人列表
之后带有(*)号的说明这位代表没有在最终定稿的宪法文本上签名。

| 新泽西州 - 大卫·布瑞利 - 乔纳森·戴顿 - 威廉·休斯顿* - 威廉·利文斯顿 - 威廉·帕特森 特拉华州 - 理查德·巴塞特 - 小甘宁·贝德福 - 雅各布·布朗 - 约翰·迪金森 - 喬治·里德 乔治亚州 - 亚伯拉罕·鲍德温 - 威廉·费 - 威廉·休斯顿* - 威廉·皮尔斯* | 马里兰州 - 丹尼尔·卡罗尔 - 路德·马丁* - 詹姆斯·麦克亨利 - 约翰·弗朗西斯·梅瑟* - 圣托马斯·珍尼弗·丹尼尔 南卡罗莱纳州 - 皮尔特·巴特勒 - 查尔斯·科特斯沃斯·平克尼 - 查尔斯·平克尼 - 约翰·拉特利奇 新罕布什尔州 - 尼古拉斯·吉尔曼 - 约翰·兰顿 康涅狄格州 - 奥利弗·埃尔斯沃思* - 威廉·塞缪尔·约翰逊 - 罗杰·谢尔曼 | 纽约州 - 亚历山大·汉密尔顿 - 约翰·兰辛* - 罗伯特·叶茨* 北卡罗莱纳州 - 威廉·布朗特 - 威廉·理查森·戴夫* - 亚历山大·马丁* - 理查德·多布斯·斯派特 - 休·威廉森 弗吉尼亚州 - 詹姆斯·麦迪逊 - 乔治·华盛顿 - 小约翰·布莱尔 - 乔治·梅森* - 詹姆斯·麦克鲁格* - 埃德蒙·伦道夫* - 乔治·魏瑟* | 宾夕法尼亚州 - 本杰明·富兰克林 - 乔治·克莱默 - 托马斯·费兹西蒙斯 - 贾瑞德·英格索尔 - 托马斯·米弗林 - 古弗尼尔·莫里斯 - 罗伯特·莫里斯 - 詹姆斯·威尔逊 马萨诸塞州 - 埃尔布里奇·格里* - 内森尼尔·哥尔汉姆 - 鲁弗斯·金 - 卡里布·斯壮* 罗德岛州 - 罗德岛州没有派出代表参加这次会议 |

有几位著名的美国开国元勋并没有参加本次制宪会议。如托马斯·杰弗逊当时是驻法国大使（不过，在他写给约翰·亚当斯的一封信中，形容代表们称赞宪法为“神来之笔”），而约翰·亚当斯则在英国出任大使，他也写信鼓励了与会代表。帕特里克·亨利表示会议“充满了君主制的恶臭”因而拒绝与会，约翰·汉考克和塞缪尔·亚当斯也同样拒绝参加。更多州的不少经验丰富的年长代表则主要是因为当地地务缠身而无法出席，而他们主要都是打算修订《邦联条例》，而非组建新政府。

### 引用
1. ↑  The Ratification of the Constitution （页面存档备份，存于） National Archives
2. 1 2  United States National Archives and Records Administration. .   [2013-04-14]. （原始内容存档于2013-10-04）.
3. ↑  Larson (2005)，第83頁.
4. ↑  Farrand (1913)，第13頁.
5. ↑  Beeman (2009)，第65頁.